# Nordstrand (Film)
Nordstrand ist ein deutsches Filmdrama aus dem Jahr 2013. Regie führte Florian Eichinger, in den Hauptrollen spielen Daniel Michel, Martin Schleiß, Luise Berndt und Anna Thalbach.

## Handlung
Nach vielen Jahren der Trennung kommen die ungleichen Brüder Marten und Volker wieder im leerstehenden Haus ihrer Kindheit auf der Halbinsel Nordstrand zusammen. Der jüngere Bruder Volker hat damals häusliche Gewalt durch den Vater erlebt, während sein Bruder und seine Mutter nicht eingriffen. Volker hatte sich entschlossen, das Haus in den Dünen zu verkaufen, während Marten noch einmal eine Zusammenführung mit der Mutter in Erwägung zieht. Jene käme in Kürze aus dem Gefängnis, da sie ihren Ehemann aus Rache ermordet hatte. An den verschlossenen Volker ist schwer heranzukommen. Letztlich versuchen die Brüder mit einem Wettschwimmen, ein Ergebnis zu finden. Volker gewinnt und per Vollmacht hat er nun das Recht, das Haus zu verkaufen.

## Auszeichnungen
- 2013: Gewinner Bester Spielfilm bei den 36. Grenzland-Filmtagen Selb
- 2013: Gewinner Bester Schauspieler (ex aequo Daniel Michel und Martin Schleiß) auf dem 10. Baltic Debuts Film Festival in Svetlogorsk

## Kritiken
Laut Kino.de ist der Film „psychologisch präzise und auf unsentimentale Art aufwühlend.“ Zeit Online findet: „Eichingers Film erscheint so naturalistisch, seine Dialoge klingen so wenig getextet, dass man meint, es in mancher Szene mit einem Dokumentarfilm zu tun zu haben. Schmerzhafte Unmittelbarkeit ist die große Stärke des Films, und so ist er zugleich eine Tortur und ein großes Vergnügen.“